# Onthophagus peramelinus
Onthophagus peramelinus es una especie de insecto del género Onthophagus, familia Scarabaeidae, orden Coleoptera.

Fue descrita científicamente por Lea en 1923.